# Eustenancistrocerus malus
Eustenancistrocerus malus är en stekelart som beskrevs av Giordani Soika 1970. Eustenancistrocerus malus ingår i släktet Eustenancistrocerus och familjen Eumenidae. Inga underarter finns listade i Catalogue of Life.